# Arco dei Fileni
L'arc des Philènes (italien : Arco dei Fileni), anciennement connu en Libye sous le nom de El gaus (« L'arc »), était un monument situé en Libye construit pendant la période de la colonisation italienne.

## Histoire
L'arc, qui se trouvait sur la route côtière libyenne (à l'époque via Balbia) près de Ra Lanoufa, marquait la frontière entre la Tripolitaine italienne et la Cyrénaïque italienne. L'arc a été conçu par l'architecte italien Florestano Di Fausto à la demande du Gouverneur général Italo Balbo et a été inauguré le 16 mars 1937 en présence de Benito Mussolini.
Il était situé à environ 30 km à l'ouest de l'endroit appelé Autel des frères Philènes (latin : Arae Philaenorum), probable frontières entre Carthage et Cyrène dans l'antiquité qui a été située à mi-chemin entre Ras Lanouf et El Agheila.

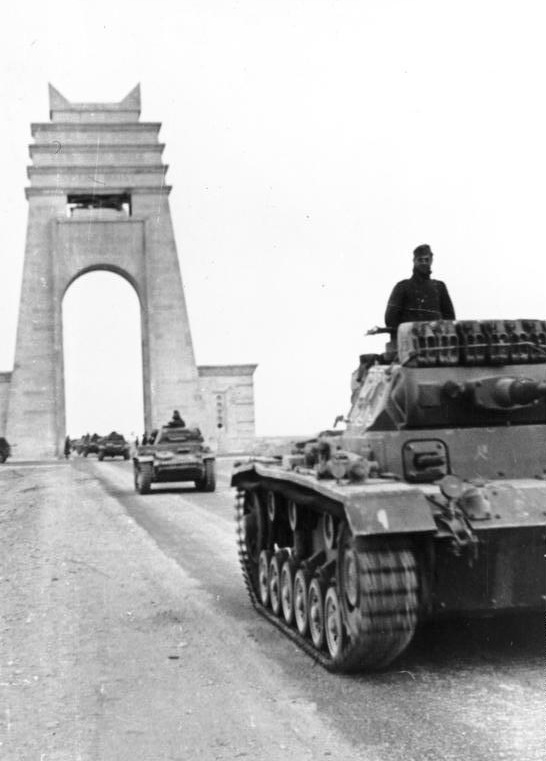
Les chars allemands de l' Afrika Korps traversent l'arc en mars 1941 afin d'entamer la contre-offensive de l'Axe en Cyrénaïque.

Le monument a été nommé d'après la légende des frères Philènes de Carthage, qui ont choisi d'être enterrés vivants à cet endroit afin d'obtenir cette frontière pour leur ville.
L'arc a été reproduit sur des cartes postales et les billets de loterie et sur une médaille commémorative italo-allemande, devenant l'un des symboles de l'italien en Libye et des travaux réalisés par les colons libyens italiens.
L'arc a été démoli à la dynamite en 1973 par Mouammar Kadhafi, qui a considéré cet ouvrage comme un signe de la domination italienne sur la Libye et le symbole de la séparation entre les deux parties de la Libye, la Tripolitaine et la Cyrénaïque. Les deux statues de bronze des frères Philènes et des parties des bas reliefs autrefois abandonnés dans un champ sont conservées dans le musée de Medinat Sultan, à environ 50 km de Syrte.

## Description
L'arc, qui mesurait 31 mètres de haut, avec une ouverture verticale de 15,75 m et 6,5 m de large, était construit avec du travertin.
Au-dessus de l'ouverture verticale sur le fronton, se trouvaient de part et d'autre deux gigantesques statues de bronze représentant les deux frères Philènes, enterrés vivants, surmontés par la silhouette stylisée d'un autel. Le monument a été décoré de bas-reliefs situés en vis-à-vis, à l'intérieur de l'ouverture, représentant les travaux des colons italiens et des Libyens, et la rencontre de Mussolini avec le roi Victor-Emmanuel III.
Une inscription latine tirée d'Horace (Chant séculaire 9) était gravée sur le frontispice de l'arc :

« Alme Sol, possis nihil urbe Roma visere maius »

— « Soleil nourricier, puisses-tu ne rien voir de plus grand que la ville de Rome ! »
Le roi Idris Ier de Libye avait traduit en arabe l'inscription latine.